# Xiantao
För andra betydelser, se Xiantao (olika betydelser).
Xiantao, tidigare känd som Sientaochen, är en stad i Hubei-provinsen i centrala Kina.
Staden bildades 1986 genom en ombildning av Mianyang härad. 
Staden har status som subprefektur, vilket betyder att den befinner sig på samma administrativa nivå som ett härad, men lyder direkt under provinsregeringen. Den ligger omkring 88 kilometer väster om provinshuvudstaden Wuhan.